# Oenothera curtiflora
Oenothera curtiflora là một loài thực vật có hoa trong họ Anh thảo chiều. Loài này được W.L. Wagner & Hoch mô tả khoa học đầu tiên năm 2007.